# آلویس آیزنترگر
آلویس آیزنترگر (انگلیسی: Alois Eisenträger; ۱۶ ژوئیهٔ ۱۹۲۷ – ۱۰ اوت ۲۰۱۷) بازیکن فوتبال اهل آلمان بود.
از باشگاه‌هایی که در آن بازی کرده‌است می‌توان به باشگاه فوتبال بریستول سیتی و باشگاه فوتبال هرن بای اشاره کرد.